# ウォルター・ウィンチェル
ウォルター・ウィンチェル(英語: Walter Winchell、1897年4月7日–1972年2月20日)はアメリカのゴシップ・コラムニスト、ラジオニュースコメンテーター、ジャーナリストである。もとはヴォードヴィリアンであったが、ブロードウェイのレポーター、評論家、コラムニストとして、ニューヨークのタブロイド紙で新聞記者として活動を始めた。1930年代にハースト社の新聞や人気ラジオ番組から知名度を得るようになっていた。伝記作家のNeal Gablerは彼の人気や影響力に関して「彼はジャーナリズムをエンターテイメントの形態に変えた」と評している。
彼は芸能界や禁酒法時代の裏社会、法的機関や政治家といった広い人脈を駆使して、有名人に関する数々の情報を明かしていった。ゴシップ情報の交換を行っており、時には沈黙の見返りにゴシップ情報を得ることもあった。彼の率直な発言スタイルは、恐れられると同時に称賛された。1932年公開の映画Blessed Eventのように彼の皮肉のきいたゴシップ・コラムニストとしての姿を題材にした小説や映画が製作された。一方、第二次世界大戦前にはナチスへの宥和派に対して激しい批難を行い、1950年代にはジョセフ・マッカーシーに賛同して反共主義の活動を展開した。 また、彼の活動によってチャールズ・リンドバーグやジョセフィン・ベーカーなどの評判を落とした。しかし、やがてテレビが普及すると彼のスタイルはテレビニュースには適合せず、時代遅れになった。
1959年にはテレビドラマシリーズのアンタッチャブルのナレーター役を演じる。